# Festung Hüningen

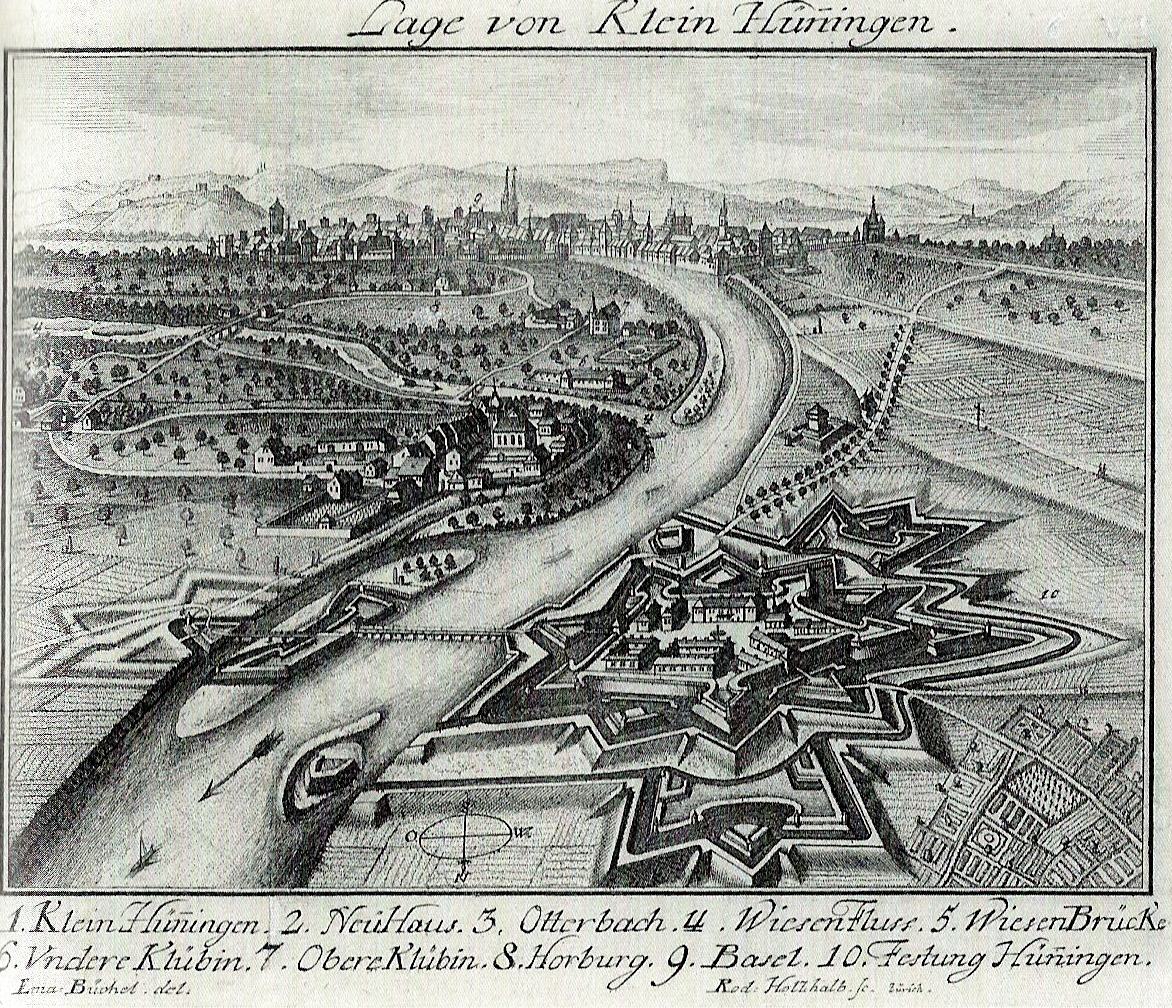
Vogelschaublick von Norden auf die Festung Hüningen – Radierung nach einer Zeichnung von Emanuel Büchel (1705–1775)

Die Festung Hüningen war eine 1679–91 nach Plänen des französischen Festungsbaumeisters Sébastien Le Prestre de Vauban erbaute und bis 1815 bestehende Festung im elsässischen Hüningen vor den Toren der Stadt Basel.

## Beschreibung der Festungsanlage
Den Kern der Festungsanlage bildete ein Pentagon mit fünf Bastionen. Den fünf Kurtinen vorgelagert war jeweils eine Tenaille (Grabenschere), die wiederum durch eine Lünette geschützt wurde. Dieser Wall war von einem breiten Graben umgeben, der sein Wasser vom Rhein erhielt. Außerhalb des Grabens gab es im Norden und Süden je ein Hornwerk. Die Festung war mit 140 Kanonen bestückt und hatte Kasernen für 5000 Mann. Gegen Basel gab es zudem zwei vorgelagerte Werke, einen Maschikuliturm und eine Sternschanze.
In der Festung war Platz für 1200 Einwohner, die Kirche, ein Spital, das Zeughaus und militärische Verwaltungsgebäude.

## Geschichte

### Bau der Festung
Die Zugehörigkeit von Hüningen war lange Zeit zwischen der Stadt Basel und den Habsburgern umstritten und wechselte mehrfach. Im Westfälischen Frieden ging das Elsass an das Königreich Frankreich über, das es im Holländischen Krieg bis 1679 gegen ein mehrfaches Eindringen kaiserlicher Armeen behauptete. Alsbald beunruhigten Basel Gerüchte über den geplanten Bau einer Festung in Hüningen zum Schutz der französischen Besitzungen im Elsass. Der französische Kriegsminister Louvois dementierte noch am 4. Juni 1679 gegenüber einer Basler Delegation, dass der Bau einer Festung geplant sei, während die Beschaffung der Steine schon begonnen hatte. Basel schaltete die eidgenössische Tagsatzung ein, die sich über den Sommer diplomatisch bemühte Frankreich von seiner Absicht abzubringen. Das gegenüber Frankreich exponierte Basel hielt sich dabei etwas zurück.
Am 2. August 1679 besichtigte Vauban den vorgesehenen Bauplatz, und bereits am 11. Oktober wurde mit den Erdarbeiten begonnen. Die Bauarbeiten leitete als Oberingenieur Jacques Tarade. Erster Gouverneur der Festung wurde Roger Brulart de Puysieux.
Der Grundstein für die Festung wurde am 19. März 1680 gelegt. Ungeachtet weiterer diplomatischer Bemühungen der Schweiz und Österreichs trieben Louvois und Vauban den Bau der Festung mit hoher Priorität voran. Am 15. Oktober 1681 besuchte König Ludwig XIV. die neue Festung. Die Hauptwerke der Festungen wurden 1683 fertiggestellt, die gesamte Anlage erst 1691.
Das Fischerdorf Groß-Hüningen musste der Festung weichen und die Bewohner wurden in das 1684 durch königliches Dekret wenige Kilometer rheinabwärts auf der Rheininsel Aoust gegründete Bourg Neuf d’Aoust (seit 1704 Village-Neuf) umgesiedelt. 1687 wurde das alte Dorf vollständig abgebrochen.
1694 wurde die Festung durch ein Vorwerk auf der Schusterinsel ergänzt. Da ein kleiner Teil der Insel zu Basel gehörte, grenzte die Festung damit direkt an Basler Gebiet. Entgegen französischer Zusagen wurde das Vorwerk auch durch eine feste Rheinbrücke mit der Festung verbunden. Schon lange schwelende und durch die Festung verschärfte Konflikte um Gebiets- und Nutzungsrechte auf Rhein und Schusterinsel kulminierten im baslerisch-französischen Lachsfangstreit von 1736/37.
Für die nächsten 120 Jahre bildete die Festung für die französischen Armeen ein wichtiges Einfallstor in das Deutsche Reich, worunter insbesondere die Bewohner des Markgräflerlandes zu leiden hatten.

### Frieden von Rijswijk
Am 30. Oktober 1697 wurde in Rijswijk im Rahmen des gesamten Friedensvertrages der Vertrag zwischen Frankreich und dem Heiligen Römischen Reich unterzeichnet. In Artikel 57 wird auch die Schweiz in den Frieden eingeschlossen. Die Schweizer Diplomaten hatten sich auch für eine Schleifung der Festung Hüningen eingesetzt – am Ende konnte jedoch nur die Schleifung des rechtsrheinischen Brückenkopfes und der Werke auf der Schusterinsel sowie der festen Rheinbrücke durchgesetzt werden.
In Artikel 23 des Friedensvertrages wurde festgelegt:

„Es soll Se. Allerchristlichste Mejestät auf Ihre eigene Unkosten alle Vestungen so umb Hünningen im rechten Arme und Insul des Rheins gelegen / schleiffen / und der Boden nebst denen Häusern / dem Hause Baden wieder gegeben werden; Es soll auch die daselbst über den Rhein gebauete Brücke wieder abgeworffen werden.“

Die Schleifung der Befestigungen auf der Insel erfolgte jedoch nur mangelhaft. Im spanischen Erbfolgekrieg errichtete Frankreich die Befestigungen auf der Schusterinsel erneut.

### Spanischer Erbfolgekrieg (1702)
Nachdem im Sommer des Jahres 1702 die französische Festung Landau durch eine Reichsarmee unter dem Markgrafen Ludwig Wilhelm belagert wurde und der französische Marschall Catinat mit seinen Entsatztruppen nicht vorankam, entschied Ludwig XIV., am Oberrhein eine weitere Front zur Entlastung von Landau zu eröffnen. General Villars wurde mit der Order entsandt, den Rhein bei Hüningen zu überschreiten, um so einerseits Reichstruppen von Landau abzuziehen und andererseits eine Vereinigung mit den bayerischen Alliierten herbeizuführen.
Villars und seine Armee erreichten Hüningen jedoch erst am 28.–30. September 1702, als Landau bereits gefallen war. Bereits einige Wochen zuvor hatte Frankreich begonnen, die Befestigungen auf der Schusterinsel wieder aufzubauen. Villars legte sofort 2000 Mann in die Ruinen und ließ eine Schiffsbrücke über den Rhein bis zur Schusterinsel legen, wo er auch Artillerie stationierte. Bereits in der Nacht vom 1. auf den 2. Oktober erfolgte ein erster Versuch, unter dem Schutz dieser Kanonen und jener der Festung am französischen Ufer eine weitere Schiffsbrücke von der Insel an das deutsche Ufer (20 Meter) zu erstellen. Während dieser erste Versuch noch durch die Reichstruppen unter Graf Egon von Fürstenberg abgewehrt werden konnte, erfolgte der Brückenschlag noch während des 2. Oktober, da die Reichstruppen ihre Stellungen wegen des starken französischen Geschützfeuers nicht halten konnten – Villars konnte auch am deutschen Ufer einen Brückenkopf befestigen. Graf Fürstenberg war mit seinen Truppen am 30. September bei Friedlingen angekommen, Markgraf Ludwig Wilhelm folgte am 4. Oktober – zu spät um den Brückenschlag zu verhindern. Bis zum 12. Oktober lieferten sich nun die nahe beieinander liegenden Armeen fruchtlose Artillerieduelle.
Nachdem die französische Infanterie am 14. Oktober 1702 in der Schlacht bei Friedlingen geschlagen war, zog sie sich unter dem Schutz ihrer siegreichen Kavallerie über die Brücken in die Festung Hüningen zurück.

### Österreichischer Erbfolgekrieg
1741 ließ der französische König Ludwig XV. eine Schiffsbrücke errichten, die 1746 dann durch eine feste Brücke über den Rhein ersetzt wurde. Im Frieden von Aachen wurde 1748 dann vereinbart, dass die Brücke wieder abzutragen sei.

### Erster Koalitionskrieg
Am 17. September 1793 hinderten österreichische Truppen im Gefecht bei Hüningen die französische Revolutionsarmee daran den Rhein zu überqueren.
An Weihnachten 1795 verweilte Marie Thérèse Charlotte de Bourbon, die Tochter des hingerichteten französischen Königs Ludwig XVI., zwei Nächte im Gasthaus Zum Raben in Hüningen, das sich innerhalb der Festungsmauern befand. Man übergab sie am 26. Dezember 1795 bei Basel im Austausch für Armand Gaston Camus, Pierre Riel de Beurnonville, Jean-Baptiste Drouet, Hugues-Bernard Maret, Nicolas Marie Quinette, Charles Louis Huguet und 16 anderen französischen Kriegsgefangenen. Sie wurde nun nach Wien gebracht, an den Geburtsort ihrer Mutter. Am 9. Januar 1796 traf sie am Wiener Hof ein.
Ende 1796 kam es dann zur ersten Belagerung der Festung.

### Belagerungen

#### Einnahme des Hüninger Brückenkopfes 1796/97

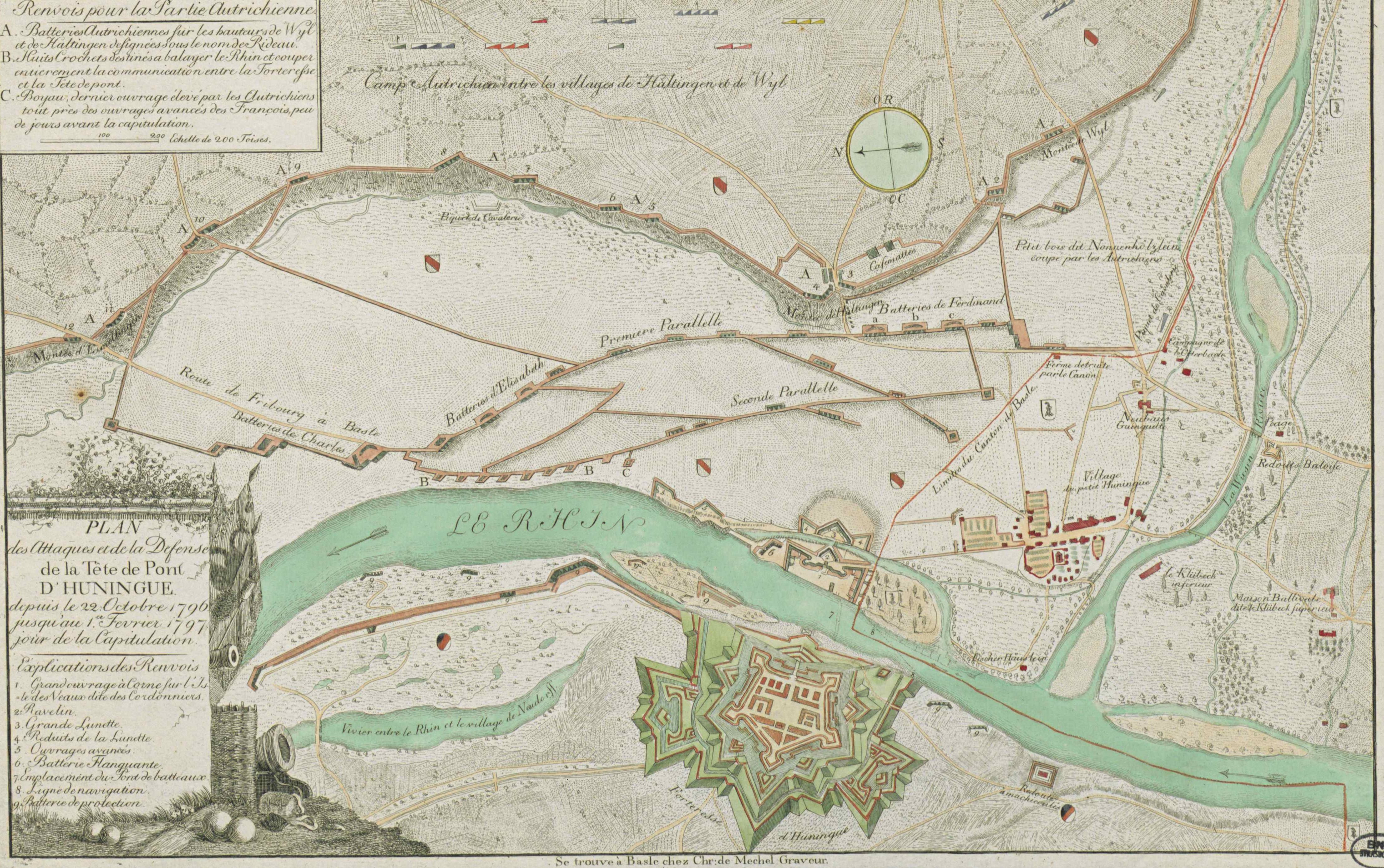
Brückenkopf Hüningen 1796/97

Sogleich nach der Schlacht bei Schliengen erhielt Karl Aloys zu Fürstenberg den Befehl, den französischen Brückenkopf bei Hüningen einzunehmen, um so den für das kommende Jahr wieder erwarteten Rheinübertritt der französischen Armee zu erschweren. Nach umfangreichen Vorarbeiten an Belagerungswerken und langen Artillerieduellen versuchten Fürstenbergs Truppen am 30. November 1796 einen ersten Sturm auf den Brückenkopf, der letztlich jedoch blutig zurückgeschlagen wurde. Der französische Kommandant der Festung Hüningen, General Abbatucci wurde bei den Kämpfen tödlich verwundet. Im Laufe der Kämpfe verletzten österreichische Truppen die schweizerische Neutralität. Nach der Einnahme des französischen Brückenkopfs bei Kehl am 10. Januar 1797 verlegten die österreichischen Truppen ihre schweren Belagerungskanonen vor Hüningen. Nach weiteren schweren Kämpfen kapitulierte der französische General Francois Marie Dufour am 1. Februar 1797 und übergab den Brückenkopf am 5. Februar, der dann geschleift wurde. Obgleich zuverlässige Angaben fehlen, deuten die Schilderungen darauf hin, dass die Kämpfe um den Brückenkopf für beide Seiten verlustreicher waren als die Schlacht bei Schliengen.

#### Einnahme der Festung Hüningen 1814
Am 22. Dezember 1813 wurde die Festung durch Truppen unter dem bayrischen General Carl Philipp von Wrede eingeschlossen, nachdem die verbündeten Truppen den Rhein in Basel überschritten hatten. Erst im Oktober 1813 – kurz vor der Völkerschlacht bei Leipzig – hatte sich Bayern der Allianz gegen Napoleon angeschlossen, wobei Wrede diese politische Wendung mit forciert hatte.
In der Festung befanden sich 3600 Soldaten und ca. 800 Zivilisten; Kommandant der Festung war Oberst Jean Chancel. General Wrede zog Mitte Januar mit dem Hauptteil seines Korps samt Artillerie über die Vogesen und ließ eine Belagerungstruppe von 2500 Mann unter Karl Freiherr von Zoller zurück.
Am 5. April 1814 wurde das Vorwerk mit dem Maschikuliturm und der ihn umgebenden Schanze durch heftiges Geschützfeuer in Trümmer gelegt. Anschließend wurde das südliche Hornwerk beschossen und erstürmt. Die danach vom 6.–10. April andauernden Artilleriegefechte wurden am 10. April durch einen Waffenstillstand unterbrochen. Am 11. und 12. April wurde die Festung wieder mit 106 Geschützen beschossen und schwer beschädigt.
Am 12. April 1814 dankte Napoleon bedingungslos ab.
Am 16. April zogen die Truppen der Allianz in die Festung ein, die entsprechend einem Waffenstillstandsabkommen vom 15. April 1814 nun zusammen mit den Franzosen besetzt wurde. Die russischen Großfürsten Nikolaus und Michael waren dabei anwesend. Am 8. Juni 1814 verließen die bayrischen Truppen die Festung wieder und überließen diese den Franzosen unter deren Festungskommandanten Oberst Jean Chancel.

#### Einnahme der Festung Hüningen 1815

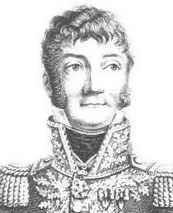
Joseph Barbanègre

Gleich zu Beginn der Herrschaft der Hundert Tage die mit Napoleons Rückkehr von Elba am 1. März 1815 begann, erklärte sich auch die Garnison Hüningen für Napoleon. Am 25. März schlossen Großbritannien, Österreich, Russland und Preußen erneut einen Koalitionsvertrag gegen Napoleon, worauf die Besatzung in Hüningen verstärkt und der Ausbau der Befestigungen begonnen wurde. Am 20. Mai 1815 schloss sich die Schweiz den Alliierten an. Am 15. Mai 1815 übernahm Joseph Barbanègre das Oberkommando in Hüningen – wobei Jean Hugues Chancel Festungskommandant blieb – und am 11. Juni wurde Soldaten und Bürgern von Hüningen sämtlicher Verkehr mit Basel – dem natürlichen Zentrum der Region – untersagt.
Nach der Niederlage in der Schlacht bei Waterloo am 18. Juni 1815 dankte Napoleon am 22. Juni 1815 ab. Am 25. Juni erreichte Hüningen eine Nachricht von Generalleutnant Claude-Jacques Lecourbe, der die Abdankung von Napoleon und den Beginn von Friedensverhandlungen mitteilte. Am 26. Juni 1815 überschritten die österreichischen Truppen unter Erzherzog Ferdinand mit 130.000 Mann den Rhein in Basel und fielen in das Elsass ein. Am 27. Juni wurden die französischen Truppen bei Burgfelden nahe Hüningen angegriffen. Österreichische und schweizerische Truppen bildeten einen Belagerungsring um Hüningen, konnten aber mangels schwerer Artillerie noch nicht wirkungsvoll gegen die Festung vorgehen. Das Kommando über das Belagerungskorps hatte Feldmarschall-Leutnant Mariassy, das Oberkommando hatte Erzherzog Johann. Am 28. Juni zündeten österreichische Verbände Häuser in einigen elsässischen Ortschaften an, worauf die Festungsartillerie die Basler Stadtteile St. Johann und St. Peter beschoss. Der Juli begann mit einigen Artillerieduellen. Eine Aufforderung zur Kapitulation lehnte Barbanègre am 3. Juli ab. Bis 7. Juli waren von den anfangs ca. 2000 Mann der Festungsbesatzung 385 desertiert. Nachdem am 11. Juli eine weitere Kapitulationsaufforderung abgelehnt wurde, begannen die Österreicher nun die Festung mit Artillerie zu beschießen. Die Schweiz wurde aufgefordert, die noch fehlende schwere Artillerie zur Verfügung zu stellen, was bis 15. Juli erfolgte. Barbanègre suchte die Verbreitung von Nachrichten über die Rückkehr von Ludwig XVIII. auf den französischen Thron zu verhindern und lehnte am 20. Juli eine erneute Aufforderung zur Kapitulation ab, während sich seine Besatzung durch weitere Desertationen zunehmend reduzierte. Am 22. Juli schlossen die Generale Lecourbe und Rapp mit den Österreichern einen Waffenstillstand der auch die Festung Hüningen mit einschloss. Gleichwohl wurde Basel am 26. Juli wieder von der Festung aus beschossen. Nun wurde weiteres schweizerisches Geschütz in Klein-Hüningen aufgebaut, und ab 6. August griffen schweizerische Scharfschützen direkt in den Kampf ein, nachdem die Schweizer bisher nur ihre Vorposten besetzt hatten. Am 17. August stimmte endlich auch die schweizerische Tagsatzung dem aktiven Einsatz der 5000 Mann starken schweizerischen Verbände bei Basel zu. Die politische Situation in Frankreich erschien weiterhin verworren und noch am 13. August werden anti-royalistische Umtriebe aus Belfort und Hüningen berichtet.

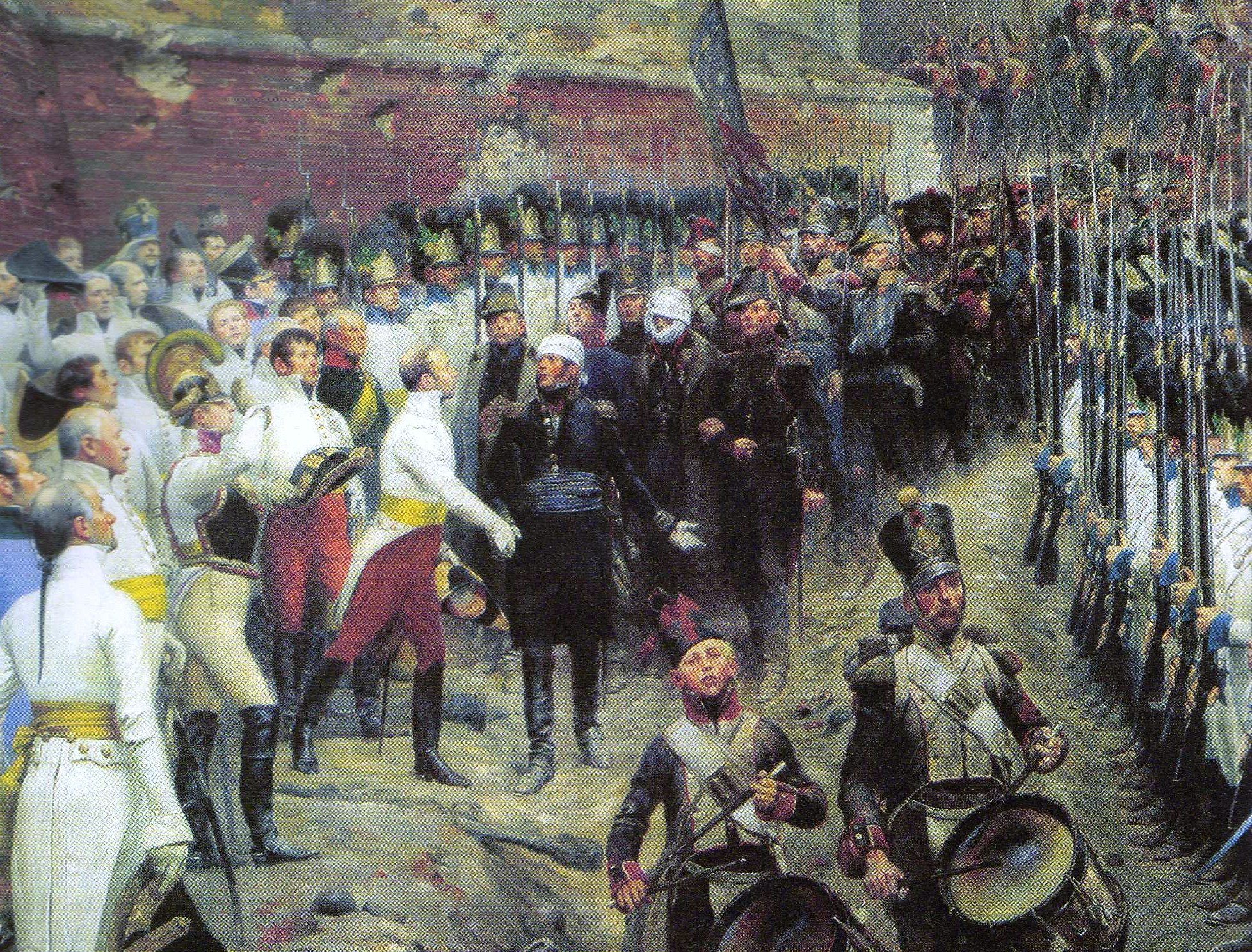
Abzug der Garnison aus dem Elsässer-Tor der Festung Hüningen 1815; Gemälde von Jean Baptiste Édouard Detaille

Das österreichische Belagerungskorps zählte 12.000, zusammen mit den schweizerischen Verbänden also 17.000 und verfügte nun über 110 Kanonen, Haubitzen und Mörser. Die große Anzahl von Truppen wurde nicht für Angriffe benötigt, sondern für das Ausheben der Laufgräben, was zur Beschleunigung in Schichten erfolgte.
In der Festung befanden sich zunächst etwa 2400 Mann mit ca. 100 Geschützen.
Am 17. August traf Graf Wilhelm von Hochberg in Basel ein und erhielt von Erzherzog Johann das Kommando über eine der beiden Divisionen des Belagerungskorps.
Der Angriff auf die Festung begann in der Nacht vom 17. auf den 18. August 1815. Die Festungsartillerie beantwortete nicht nur den Beschuss durch die Belagerungsartillerie, sondern nahm auch Klein-Hüningen und Basel mehrfach unter Feuer. Am 24. August begannen Verhandlungen, während derer Waffenstillstand herrschte. Am 26. August wurden jedoch die Kampfhandlungen wieder aufgenommen und die Festung wurde nun ganztägig unter heftigen Beschuss genommen, so dass Barbanègre am Ende des Tages schließlich doch die Kapitulationsurkunde unterzeichnete, die die Übergabe der Festung und Waffen bei ehrenvollem Abzug der Garnison beinhaltete.

### Schleifung der Festung
Im Vertrag von Paris wurde am 20. November 1815 auf Drängen der Schweiz die Schleifung der Festung Hüningen festgelegt:

„III. Artikel In Betracht, daß die Festungswerke von Hüningen zu allen Zeiten ein gegenstand der Besorgniß für die Stadt Basel gewesen sind, haben die hohen contrahirenden Mächte, um der Helvetischen Conföderation einen neuen Beweis Ihres Wohlwollens und Ihrer Sorgfalt zu geben, sich dahin vereiniget, daß die Festungswerke von Hünningen geschleifet werden; und die Französische Regierung verpflichtet sich aus dem nähmlichen Grunde, sie zu keiner Zeit wieder herzustellen, auch auf eine Entfernung von weniger als drey Französischen Meilen von der Stadt Basel keine neuen Befestigungen anlegen zu lassen.“

Mit dem Vertrag wurden die bereits seit 31. August laufenden Arbeiten zur Zerstörung der Festung nur noch völkerrechtlich abgesegnet. Am 31. August wurde bereits mit der Einebnung der Abatucci-Redoute und der Lünetten begonnen. Am 10. Oktober besuchte der österreichische Kaiser Franz Hüningen und gab noch Tipps für die Sprengungen. Am 16. Oktober kam das Belagerungskorps mit der Stadt Basel zu einer Übereinkunft bezüglich der Kosten der Schleifung. Die Schweiz stellte 515 Zentner Pulver für die Sprengungen zur Verfügung.
Die Schleifung der eigentlichen Festung begann am 17. Oktober 1815 und wurde am 15. Januar 1816 abgeschlossen. Basel wollte, dass neben den Festungswerken auch die Militärgebäude zerstört werden und soll zur Durchsetzung dieser Absicht auch österreichische Offiziere bestochen haben. Etwa 10.000 Personen sollen bei den Arbeiten eingesetzt worden sein – neben schweizerischen Zivilisten (Bergleute, Maurer, Zimmerleute, Handlanger) auch Sundgauer Bauern, sowie Militär (insbesondere Mineure).
Während der Arbeiten besuchten auch viele Basler die Festung und es soll zu Zwischenfällen mit der Hüninger Bevölkerung gekommen sein – die Emotionen waren auf beiden Seiten groß. Hier die Freude über die endlich wegfallende Bedrohung – da die Niederlage und der Schaden.
Die Beseitigung der bei der Schleifung entstandenen Schutthalden mussten die Elsässer selbst erledigen. Hierzu bot der französische Unterpräfekt die Einwohner der Gemeinden zum Frondienst auf, den man widerwillig leistete. Die Aufräumarbeiten waren so erst im Mai 1817 beendet.

## Heutiger Zustand

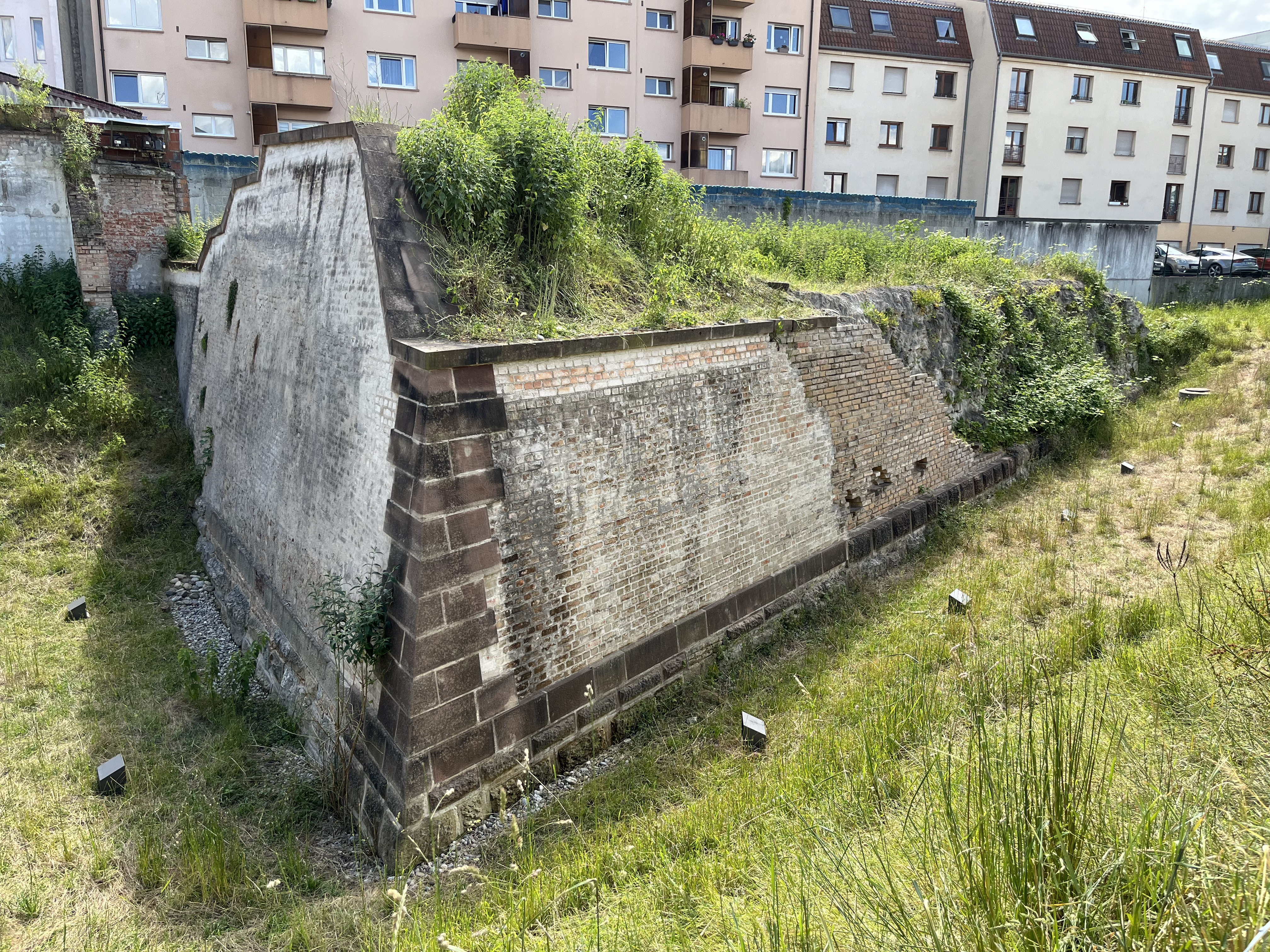
Ravelin der Festung Hüningen

Von den Gräben und Wällen ist nichts mehr sichtbar. Von den innerhalb der Befestigungen befindlichen Gebäuden sind noch eine Reihe erhalten. In einem dieser Gebäude befindet sich das Musée historique et militaire. In diesem Museum ist auch ein großes Modell der Festung zu sehen.
Die nach Plänen des Architekten Jacques Tarade errichtete an der Place Abbattucci liegende Garnisonskirche ist heute profaniert. Wegen ihrer Raumakustik ist sie geschätzt als Konzertraum für Kammermusik. Seit 1938 sind Fassade, Glockenturm und Bedachung als Monument historique geschützt.
Im Frühjahr 2023 erfolgten aufgrund von geplanten Neubauten archäologische Grabungen nach Festungsresten des südlichen Festungshorns. Dabei wurden auch unterirdische Gänge gefunden, die in den Bauplänen nicht verzeichnet waren.